# Alectoris rufa
Alectoris rufa là một loài chim trong họ Phasianidae.

## Hình ảnh

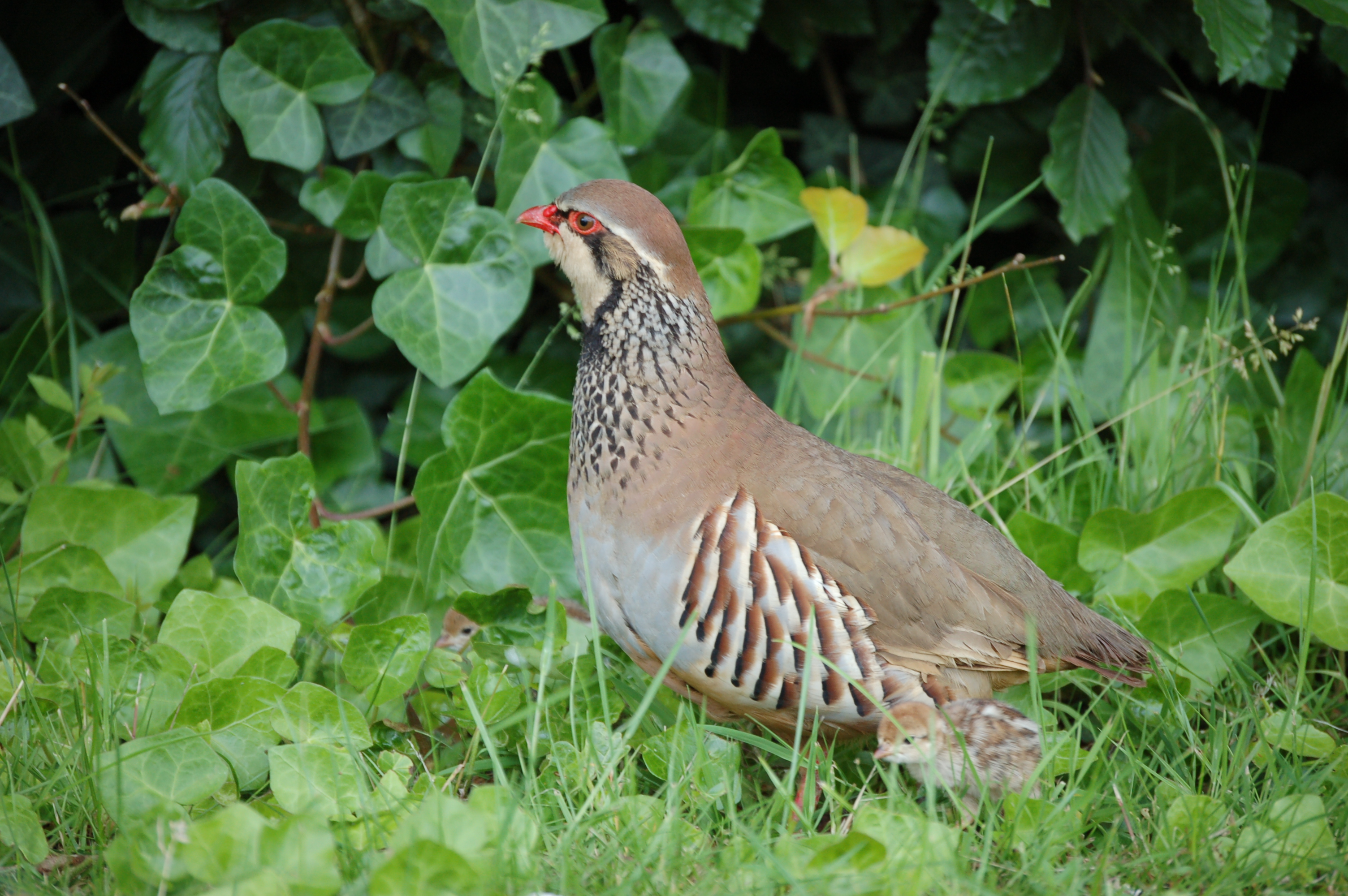
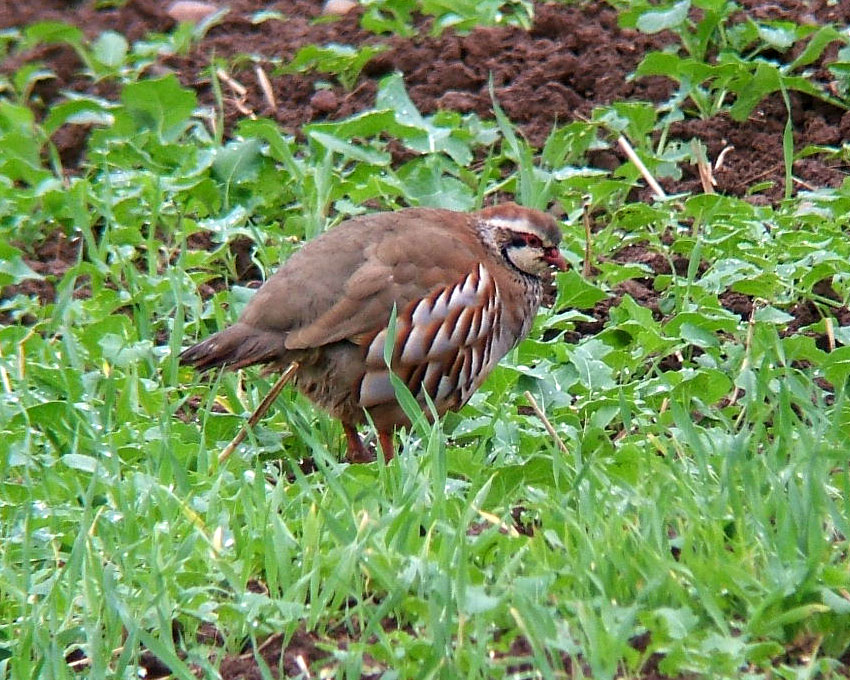